# Anne Kyllönen
Anne Kyllönen, född 30 november 1987, Kajana, är en finländsk längdskidåkare som har tävlat i världscupen sedan december 2007. Hon tävlar både i sprint- och distanslopp.
Kyllönen slog igenom ordentligt när världscuptävlingarna hölls i kanadensiska Canmore den 13-16 december 2012. Hon kom tvåa i både 10 km klassisk masstart och i skiathlonen. Dessförinnan hade hon en femteplats som bästa individuella resultat. Hon har vunnit två gånger i lagsprint. I Tour de Ski 2012/2013 kom hon trea i loppet över 9 km klassisk jaktstart. Hon slutade nia i den touren.
Under säsongen 2013/2014 kom hon tvåa i den klassiska sprinten i italienska Asiago den 21 december 2013. Nästa dag vann hon lagsprinten tillsammans med landsmaninnan Aino-Kaisa Saarinen. 
Kyllönen har deltagit i två världsmästerskap, 2011 och 2013. Hennes bästa individuella VM-resultat är en åttondeplats i 30 km klassisk masstart från 2013.